# Elecciones municipales de Puno de 2002
Las elecciones municipales de Puno de 2002 se llevaron a cabo el 17 de noviembre de 2002 para elegir al alcalde y al Concejo Provincial de Puno para el periodo 2003-2006. La elección se celebró simultáneamente con elecciones regionales y municipales (provinciales y distritales) en todo el país.

## Sistema electoral
La Municipalidad Provincial de Puno es el órgano administrativo y de gobierno de la provincia de Puno. Está compuesta por el alcalde y el Concejo Provincial.
La votación del alcalde y el concejo se realiza en base al sufragio universal, que comprende a todos los ciudadanos nacionales mayores de dieciocho años, empadronados y residentes en la provincia de Puno y en pleno goce de sus derechos políticos, así como a los ciudadanos no nacionales residentes y empadronados en la provincia de Puno.
El Concejo Provincial de Puno está compuesto por 11 regidores elegidos por sufragio directo para un período de cuatro (4) años, en forma conjunta con la elección del alcalde (quien lo preside). La votación es por lista cerrada y bloqueada. Se asigna a la lista ganadora los escaños según el método d'Hondt o la mitad más uno, lo que más le favorezca. Es elegido como alcalde el candidato que ocupe el primer lugar de la lista que haya obtenido la más alta votación.

## Composición del Concejo Provincial de Puno
La siguiente tabla muestra la composición del Concejo Provincial de Puno antes de las elecciones.
| Partidos | Partidos                                                  | Regidores |
| -------- | --------------------------------------------------------- | --------- |
|          | Lista Independiente Frente Independiente Juntos por Obras | 7         |
|          | Lista Independiente Puno 98                               | 2         |
|          | Movimiento Independiente Vamos Vecino                     | 2         |

## Partidos y candidatos
A continuación se muestra una lista de los principales partidos y alianzas electorales que participaron en las elecciones:
| Candidatura | Candidatura | Partidos y alianzas                                                       | Candidatos | Candidatos                | Ideología                                               | Resultado previo | Resultado previo | Ref. |
| Candidatura | Candidatura | Partidos y alianzas                                                       | Candidatos | Candidatos                | Ideología                                               | Votos (%)        | Reg.             | Ref. |
| ----------- | ----------- | ------------------------------------------------------------------------- | ---------- | ------------------------- | ------------------------------------------------------- | ---------------- | ---------------- | ---- |
|             | SP          | Lista - Somos Perú (SP)                                                   |            | Julián Salas Portocarrero | Democracia cristiana Conservadurismo social             | 6.81%            | 0                |      |
|             | UPP         | Lista - Agrupación Independiente Unión por el Perú - Frente Amplio (UPP)  |            | Melchor Palomino Bejarano | Socioliberalismo Progresismo Socialdemocracia           | 4.28%            | 0                |      |
|             | APRA        | Lista - Partido Aprista Peruano (APRA)                                    |            | José Neira Castro         | Aprismo                                                 | 2.75%            | 0                |      |
|             | AP          | Lista - Acción Popular (AP)                                               |            | Edgar Benavente Zaga      | Humanismo Nacionalismo cívico Reformismo                | 1.75%            | 0                |      |
|             | PP          | Lista - Perú Posible (PP)                                                 |            | Pedro Núñez Mendiguri     | Socioliberalismo Democracia liberal Tercera vía         | Nuevo            | Nuevo            |      |
|             | MNI         | Lista - Movimiento Nueva Izquierda (MNI)                                  |            | César Arizaca Ávalos      | Marxismo-leninismo Mariateguismo Socialismo democrático | Nuevo            | Nuevo            |      |
|             | RA          | Lista - Renacimiento Andino (RA)                                          |            | Juan Ponce Medina         | Indigenismo Plurinacionalismo Socialdemocracia          | Nuevo            | Nuevo            |      |
|             | RD          | Lista - Reconstrucción Democrática (RD)                                   |            | Leoncio Aza Gates         | Humanismo                                               | Nuevo            | Nuevo            |      |
|             | P           | Lista - Primero Perú (P)                                                  |            | José Calizaya Zevallos    |                                                         | Nuevo            | Nuevo            |      |
|             | MARQA       | Lista - Movimiento por la Autonomía Regional Quechua y Aymara (MARQA)     |            | Johnny Ortiz Ortiz        | Regionalismo puneño                                     | Nuevo            | Nuevo            |      |
|             | URD         | Lista - Movimiento Político Unión Regional para el Desarrollo (URD)       |            | Mariano Portugal Catacora | Regionalismo puneño                                     | Nuevo            | Nuevo            |      |
|             | PDR         | Lista - Poder Democrático Regional (PDR)                                  |            | Alcides Sánchez Parra     | Regionalismo puneño                                     | Nuevo            | Nuevo            |      |
|             | IND         | Lista - Lista Independiente N° 1 Frente Amplio para el Desarrollo de Puno |            | Luis Butrón Castillo      | Localismo puneño                                        | Nuevo            | Nuevo            |      |

## Resultados

### Sumario general
| |                                                                   |              |              |              |           |           |  |  |
| Partidos y coaliciones | Partidos y coaliciones                                            | Voto popular | Voto popular | Voto popular | Regidores | Regidores |  |  |
| Partidos y coaliciones | Partidos y coaliciones                                            | Votos        | %            | ±pp          | Total     | +/−       |  |  |
| | Movimiento Político Unión Regional para el Desarrollo (URD)       | 23,135       | 22.05        | Nuevo        | 7         | +7        |  |  |
| | Lista Independiente N° 1 Frente Amplio para el Desarrollo de Puno | 19,377       | 18.47        | n/a          | 2         | +2        |  |  |
| | Somos Perú (SP)1                                                  | 18,268       | 17.41        | +10.60       | 2         | +2        |  |  |
| | Poder Democrático Regional (PDR)                                  | 9,038        | 8.62         | Nuevo        | 0         | ±0        |  |  |
| | Partido Aprista Peruano (APRA)                                    | 7,598        | 7.24         | +4.49        | 0         | ±0        |  |  |
| | Movimiento por la Autonomía Regional Quechua y Aymara (MARQA)     | 5,641        | 5.38         | Nuevo        | 0         | ±0        |  |  |
| | Acción Popular (AP)                                               | 4,292        | 4.09         | +2.34        | 0         | ±0        |  |  |
| | Renacimiento Andino (RA)                                          | 3,709        | 3.54         | Nuevo        | 0         | ±0        |  |  |
| | Perú Posible (PP)                                                 | 3,086        | 2.94         | Nuevo        | 0         | ±0        |  |  |
| | Reconstrucción Democrática (RD)                                   | 3,017        | 2.88         | Nuevo        | 0         | ±0        |  |  |
| | Primero Perú (P)                                                  | 2,824        | 2.69         | Nuevo        | 0         | ±0        |  |  |
| | Agrupación Independiente Unión por el Perú - Frente Amplio (UPP)2 | 2,642        | 2.52         | –1.76        | 0         | ±0        |  |  |
| | Movimiento Nueva Izquierda (MNI)                                  | 2,281        | 2.17         | Nuevo        | 0         | ±0        |  |  |
| |                                                                   |              |              |              |           |           |  |  |
| Total | Total                                                             | 104,908      |              |              | 11        | ±0        |  |  |
| |                                                                   |              |              |              |           |           |  |  |
| Votos válidos | Votos válidos                                                     | 104,908      | 84.49        | –2.53        |           |           |  |  |
| Votos en blanco | Votos en blanco                                                   | 9,678        | 7.79         | +2.79        |           |           |  |  |
| Votos nulos | Votos nulos                                                       | 9,580        | 7.72         | –0.26        |           |           |  |  |
| Votos emitidos | Votos emitidos                                                    | 124,166      | 88.49        | +6.39        |           |           |  |  |
| Abstenciones | Abstenciones                                                      | 16,147       | 11.51        | –6.39        |           |           |  |  |
| Votantes registrados | Votantes registrados                                              | 140,313      |              |              |           |           |  |  |
| |                                                                   |              |              |              |           |           |  |  |
| Fuente: |                                                                   |              |              |              |           |           |  |  |
| Notas al pie: 1 Comparado con los resultados de Movimiento Independiente Somos Perú (SP) en las elecciones de 1998. 2 Comparado con los resultados de Unión por el Perú (UPP) en las elecciones de 1998. |                                                                   |              |              |              |           |           |  |  |
| Notas al pie: |                                                                   |              |              |              |           |           |  |  |
| 1 Comparado con los resultados de Movimiento Independiente Somos Perú (SP) en las elecciones de 1998. 2 Comparado con los resultados de Unión por el Perú (UPP) en las elecciones de 1998.               |                                                                   |              |              |              |           |           |  |  |

## Elecciones municipales distritales

### Resultados por distrito
La siguiente tabla enumera el control de los distritos de la provincia de Puno. El cambio de mando de una organización política se resalta del color de ese partido.
| Distrito    | Alcalde(sa) titular        | Partido político | Partido político  | Alcalde(sa) electo(a)          | Partido político | Partido político                 |
| ----------- | -------------------------- | ---------------- | ----------------- | ------------------------------ | ---------------- | -------------------------------- |
| Ácora       | Ignacio Aruhuanca Alave    |                  | Juntos por Obras  | Julio Chana Alave              |                  | Proyecto Político Aymara         |
| Amantaní    | Andrés Quispe Borda        |                  | Vamos Vecino      | Alfredo Villanueva Cari Mamani |                  | Frente Amplio para el Desarrollo |
| Atuncolla   | Pedro Choque Machaca       |                  | Unión por el Perú | Prudencio Colca Quispe         |                  | Unión Regional                   |
| Capachica   | Juan Flores Pacheco        |                  | Somos Perú        | Juan Apaza Coila               |                  | Frente Amplio para el Desarrollo |
| Chucuito    | Juan Choque Teves          |                  | Juntos por Obras  | Saens Gómez Cutipa             |                  | Partido Aprista Peruano          |
| Coata       | Manuel Mestas Pacompia     |                  | Unión por el Perú | Antonio Apaza Suasaca          |                  | Somos Perú                       |
| Huata       | Vidal Churata Huanca       |                  | Vamos Vecino      | Donato Calsin Mamani           |                  | Unión Regional                   |
| Mañazo      | Carlos Pino Coaquira       |                  | Puno 98           | Miguel Quispe Achata           |                  | Unión Regional                   |
| Paucarcolla | Cosme Beltrán Pineda       |                  | Puno 98           | Cosme Beltrán Pineda           |                  | Poder Democrático Regional       |
| Pichacani   | Modesto Palomino Chahuares |                  | Juntos por Obras  | Antonio Flores Sardón          |                  | Unión Regional                   |
| Platería    | Luis Calisaya Mamani       |                  | Juntos por Obras  | David Velásquez Medina         |                  | Renacimiento Andino              |
| San Antonio | Pablo Ticona Patina        |                  | Juntos por Obras  | Lucio Arana Ticona             |                  | Unión Regional                   |
| Tiquillaca  | Martín Tito Tito           |                  | Puno 98           | Juan Chaiña Fernández          |                  | Reconstrucción Democrática       |
| Vilque      | Pedro Vargas Silva         |                  | Juntos por Obras  | Eusebio Pachacute Coaquira     |                  | Poder Democrático Regional       |